# ألونسوة صغرى
ألونسوة صغرى (الاسم العلمي: Alonsoa minor) هي نوع من القوارض تتبع جنس الألونسوة من الفصيلة الغدبية.